# Hiếp dâm ở Trung Quốc
Theo thống kê của Bộ Ngoại giao Hoa Kỳ, vào năm 2007, Trung Quốc xảy ra 31.833 vụ hiếp dâm, nhưng phía Trung Quốc không đưa ra bất kỳ báo cáo tương tự nào. Hiếp dâm trong hôn nhân ở Trung Quốc (tức là chồng hiếp dâm vợ hoặc ngược lại) không phải là phạm pháp. Từ sau năm 2015, tấn công tình dục đồng giới là bất hợp pháp ở Trung Quốc.

## Lịch sử
Trong suốt triều đại nhà Thanh (1644-1912), hiếp dâm rất khó chứng minh. Một phụ nữ bị tấn công tình dục phải chứng minh rằng cô đã phản kháng một cách mãnh liệt. Nếu không, cô ta bị truy tố hình sự là tòng phạm trong tội thông dâm (quan hệ tình dục ngoài hôn nhân).

## Tỷ lệ, phân tích và thống kê

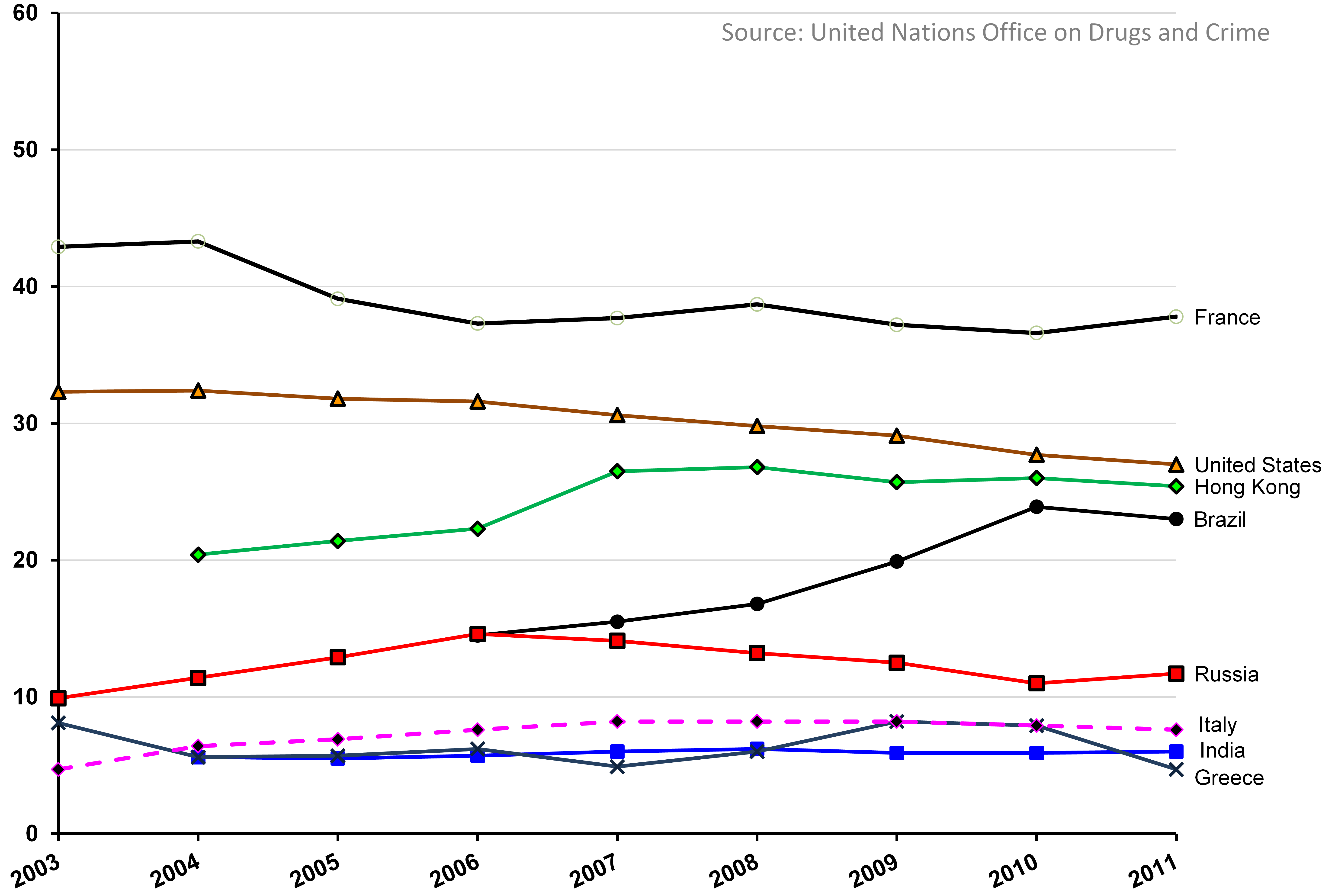
Số liệu Hiếp dâm và tất cả các hình thức tấn công tình dục hàng năm trên 100.000 người.

Hiếp dâm ở Trung Quốc không được thảo luận rộng rãi trên các phương tiện truyền thông. Luo Tsun-yin, một nhà tâm lý học xã hội tại Đại học Thế Tân ở Đài Loan, khẳng định rằng dưới 10% nạn nhân bị hiếp dân báo cáo sự việc với chính quyền
Nghiên cứu Đa quốc gia năm 2013 với chủ đề Đàn ông và Bạo lực Gia đình, sau khi được hỏi, đàn ông Trung Quốc trả lời với tỉ lệ như sau:
- 22,2% đã cưỡng ép bạn tình quan hệ tình dục trái ý muốn không (kể cả khi say rượu)
- 9,3% đã làm như vậy trong năm qua
- 19,4% hãm hiếp đối tác của họ
- 55% nam giới đã cưỡng hiếp đã làm như vậy nhiều lần
- 9% đã có trên bốn hoặc nhiều bạn tình
- 86% họ có quyền làm như vậy (phần trăm cao nhất trong nghiên cứu)
- 57% trả lời rằng họ hãm hiếp vì chán nản
- 72,4% không có hậu quả pháp lý
- 1,7% đã cưỡng hiếp một người đàn ông khác
- 25,1% hiếp dâm khi còn là một thiếu niên
- 2.2% thừa nhận đã phạm tội hiếp dâm tập thể.[5]

## Sự kỳ thị xã hội đối với nạn nhân bị hãm hiếp
Nạn nhân bị hãm hiếp ở Trung Quốc thường im lặng và không báo cáo về tội ác vì nền văn hóa truyền thống cho rằng bị hãm hiếp là đáng xấu hổ và nên giữ bí mật. Nhà hoạt động xã hội nổi tiếng Guo Jianmei kể câu chuyện về một dân làng đã hãm hiếp hơn 100 phụ nữ và khẳng định rằng "không một ai trong số họ dám lên tiếng". Trong một lần khác, một cô gái và mẹ cô đã viết đơn tố cao kẻ hiếp dâm, nhưng Zhong Xiancong, một sĩ quan cảnh sát, đã không đồng ý và đề nghị nạn nhân rút đơn "Để bảo vệ danh tiếng của cô, cô nên quên toàn bộ điều đó. "
Hiếp dâm được coi là điều cấm kị trong văn hoá Trung Quốc, và nạn nhân thường bị xã hội bác bỏ vì nền văn hoá coi phụ nữ là người chịu trách nhiệm về vụ hãm hiếp. Một nạn nhân người Mỹ bị hãm hiếp ở Trung Quốc tuyên bố rằng cô cảm thấy cô ấy sẽ bị nhà nước truy tố nếu cô ấy cố gắng lên tiếng chống lại vụ hãm hiếp.

## Luật
Pháp luật chống lại hiếp dâm ở Trung Quốc đã bị chỉ trích bởi nhiều nguồn tin. Những điểm yếu trong hệ thống pháp luật làm cho các kẻ hiếp dâm có thể trốn thoát được công lý. Hiếp dâm đồng giới hợp pháp trước năm 2015 ở Trung Quốc, và những sơ hở pháp lý cho phép các tên hiếp dâm trẻ em lách luật, trốn thoát bằng những bản án nhẹ.
Vào năm 2011, một người đàn ông đã hiếp dâm một người đàn ông khác đã bị kết án vì "cố ý gây thương tích" thay vì hiếp dâm, vì hành vi tình dục đồng giới không đồng thuận không phải phạm tội tình dục ở đây.
Tháng 11 năm 2015 Tân Hoa xã đưa tin rằng Bộ luật hình sự đã được sửa đổi, trong đó bổ sung tấn công tình dục và hãm hiếp nam giới, trích dẫn trường hợp trên. Ngoài ra, quan hệ tình dục với người bán dâm chưa đủ tuổi (được định nghĩa dưới 14 tuổi) được phân loại lại là hiếp dâm, có thể dẫn đến án tử hình.